# توموكو كانازاوا
توموكو كانازاوا (باليابانية: 金澤朋子؛ بالكانا: かなざわ ともこ) هي مغنية يابانية، ولدت في 2 يوليو 1995 في سايتاما في اليابان.

## وصلات خارجية
- توموكو كانازاوا على موقع ميوزك برينز (الإنجليزية)
- توموكو كانازاوا على موقع ديسكوغز (الإنجليزية)